# 2023年平原县地震
2023年平原县地震是指在北京时间2023年8月6日02时33分发生于山东省德州市平原县（北纬37.16度，东经116.34度）的一次面波震级5.5級的地震，震源深度10千米。震中位于德州市平原县王打卦镇王打卦村附近。这是德州及周边地区自有记录以来最强烈的一次地震。整个中国大陆东部地区，从北京到青岛皆有震感。在地震發生前10年，山东共发生三级以上地震44次，其中3.0到3.9级有36次，4.0到4.9级有7次，5.0到5.9级有1次，6.0级以上有0次，此次山东平原5.5级地震是最大地震。

## 构造背景
德州平原县此次地震发生在郯庐断裂带西边缘，这个地方有多条断层，活动性不明，但目前认为不存在有明显发生地震、规模较大的活动断层。当然，存在活动性比较弱的一些断层，但它们的地震危险性不太清楚，需要进一步地开展活动断层探测和鉴定。总体上来说，地震带内的地震危险性会高一点，其他地方相对较弱。目前尚不能判断整个华北地区，特别是华北北部的平原地区是否进入活跃期。
相关资料显示，郯庐地震带是郯庐断裂带上多发地震的一部分，近南北向分布。郯庐断裂带南起湖北武穴地区，向北经安徽、江苏、山东，跨越渤海，经中国东北地区进入俄罗斯境内，在中国境内长达2400多公里。研究表明，郯庐断裂带处在强烈挤压并兼有右旋扭动的断裂段。由于它遭受的正应力大，剪切应力也大，易于积累大地震的能量，常以破坏性地震的形式来释放，故该段地震强度大，频度低。这样巨大地震的原地复发周期一般都很长，甚至长达几千年。

## 地震观测
中国地震台网正式测定：08月06日02时33分在山东德州市平原县（北纬37.16度，东经116.34度）发生5.5级地震，震源深度10千米。
| 时间     | 位置   | 坐标                      | 震级 | 震源深度 |
| -------- | ------ | ------------------------- | ---- | -------- |
| 02时33分 | 平原县 | 北纬37.16度，东经116.34度 | 5.5  | 10千米   |
| 03时02分 | 平原县 | 北纬37.16度，东经116.34度 | 3.0  | 9千米    |

据山东省应急指挥中心，截至8月6日5时，德州市平原县目前已发余震52次。经分析研判，原震中区发生更大地震可能性不大。
据中国地震台网，截至08月06日08时00分，共记录到余震59次，其中3.0级及以上余震1次：5.0-5.9级地震0次，4.0-4.9级地震0次，3.0-3.9级地震1次；3.0级以下余震58次：2.0-2.9级地震4次，1.0-1.9级地震35次，1.0级以下地震19次。

## 震害情况

### 震感情况
整个中国大陆东部地区，从北京到青岛、上海等距离震中约800公里的城市皆有震感。北京、天津和上海河北省除张家口、承德和秦皇岛外，大部有震感，衡水市、沧州市东部地区震感明显。据北京强震台网记录结果显示，北京地区的地震仪器烈度最大为III度，在通州区；全市大部分地区有感，未发现地震灾害损失情况。

### 人员伤亡
截至8月6日晚上7时50分，平原县第一人民医院共接诊24名与地震相关伤者（德州23人，聊城1人），多数为皮外伤、擦伤、头部外伤等，无危重症患者。

### 建筑与基础设施
截至8月6日16时，据统计有213处（德州165处、聊城48处）房屋及墙体受损。震区水电通讯等基础设施正常，其他有关情况还在排查中。

## 应急救灾工作

### 交通
为保证列车安全，国铁济南局启动应急响应，对管内运行列车采取扣停措施，并对相关线路进行设备检查，途经列车将出现不同程度晚点。国铁北京局已启动一级应急响应，对管内京沪高铁、京沪线、京九线、石济客专、石德线运行列车采取扣停措施。截至8月6日11时30分，计划停运92趟列车、增开9趟列车。8月7日，经过铁路部门检查确认，京沪铁路德州至济南区段普速列车各车次已恢复常速运行，京沪高铁山东与北京之间的各个区段以及石济客专德州东至济南西区段高铁列车采取限速运行，正在恢复通车，部分列车不同程度晚点。北京南站始发和终到列车共计停运44列，较8月6日恢复开行85列。

### 消防救援响应
德州市消防救援支队第一时间启动应急预案，迅速调集7个消防救援站，16辆消防车，93名消防指战员赶赴震中。山东省抗震救灾指挥部启动抗震救灾三级应急响应，并派出省应急厅、省地震局负责同志带队的指导组赶赴现场。省级地震灾害救援队伍、医疗救援队等已经集结待命，并协调当地驻军和武警部队、消防救援队伍就近参加抗震救灾。
在地震发生后，国务院抗震救灾指挥部、应急管理部调度了解震区情况，部署抗震救灾工作。国务院抗震救灾指挥部办公室、应急管理部决定启动国家地震四级应急响应，并派出工作组赶赴山东指导协助抗震救灾工作。

### 能源
本次地震对平原县部分燃气管网带来一定程度的破坏，为确保安全，全县天然气紧急停气。

### 水利
地震發生後，山东全省范围开展水利工程震后风险隐患排查。